# Giro dei Tre Mari 1920
Il Giro dei Tre Mari 1920, seconda edizione della corsa, si svolse dal 18 agosto al 5 settembre, su un percorso che toccò le principali città dell'Italia meridionale.  La vittoria fu appannaggio dell'italiano Ottavio Pratesi, alla seconda affermazione consecutiva, il quale inoltre si aggiudicò anche 4 vittorie di tappa, precedendo i connazionali Giosuè Lombardi e Pietro Aimo.

## Tappe
| Tappa | Percorso                    | km | Vincitore di tappa | Leader cl. generale |
| ----- | --------------------------- | -- | ------------------ | ------------------- |
| 1ª    | Napoli > L'Aquila           | ?  | Bartolomeo Aimo    | Bartolomeo Aimo     |
| 2ª    | L'Aquila > Benevento        | ?  | Ottavio Pratesi    | -                   |
| 3ª    | Benevento > Bari            | ?  | Bartolomeo Aimo    | -                   |
| 4ª    | Bari > Salerno              | ?  | Ottavio Pratesi    | -                   |
| 5ª    | Salerno > Cosenza           | ?  | Ottavio Pratesi    | -                   |
| 6ª    | Cosenza > Reggio Calabria   | ?  | Giosuè Lombardi    | -                   |
| 7ª    | Reggio Calabria > Catanzaro | ?  | Nicola Bianchedi   | -                   |
| 8ª    | Catanzaro > Rossano         | ?  | Pietro Aimo        | -                   |
| 9ª    | Rossano > Potenza           | ?  | Ottavio Pratesi    | -                   |
| 10ª   | Potenza > Napoli            | ?  | Giosuè Lombardi    | Ottavio Pratesi     |

## Classifica generale
| Pos. | Corridore       | Squadra     | Tempo      |
| ---- | --------------- | ----------- | ---------- |
| 1    | Ottavio Pratesi | Individuale | 120h13'48" |
| 2    | Giosuè Lombardi | Individuale | a ?        |
| 3    | Pietro Aimo     | Dei-Pirelli | a ?        |
| 4    | Enrico Sala     | Individuale | a ?        |
| 5    | Angiolo Marchi  | Individuale | a ?        |